# Demoni da schianto
Demoni da schianto è un volume di fumetti dedicato alle avventure di Buffy Summers, la Cacciatrice di vampiri protagonista dell'omonimo telefilm.
Questo volume racchiude i numeri 13-15 della serie regolare e costituisce il secondo capitolo della saga denominata "Cattivo sangue" in cui Buffy deve affrontare gli intrighi sortiti contro di lei dalla bella e letale vampira Selke.

## Trama

### Cordelia è andata
- Testi: Andi Watson
- Disegni: Cliff Richards
- Inchiostro: Joe Pimentel
- Colori: Guy Major
- Copertina: Jeff Matsuda e Jon Sibal
- Prima pubblicazione USA: Buffy the Vampire Slayer #13 - Delia's Gone (settembre 1999)

Come promesso al termine del fumetto n°11 Un ragazzo di nome Sue (pubblicato nel volume Cattivo sangue), Selke si reca dal vampiro Rouleau e lo elimina facilmente riducendo in schiavitù anche i restanti componenti della sua band grazie al siero preparato dal dottor Flitter, siero che la rende immune da qualsiasi colpo fisico. L'efficacia del siero si basa sul sangue di un vampiro appena generato che Selke si fa iniettare regolarmente dagli assistenti del dottore. Quando il sangue disponibile sta per finire, Selke decide di andare al The Bronze per adescare giovani vittime e lo fa ballando in maniera audace davanti a Buffy (che non la riconosce) ed i suoi amici. Viene adescato Lyle, un ragazzo "secchione" amico di Willow con cui avrebbe dovuto partecipare alle finali del Quiz-bowl, un torneo interscolastico trasmesso in televisione. La mancanza di Lyle crea un posto libero nella squadra, posto che interessa particolarmente a Cordelia desiderosa di cambiare drasticamente la sua immagine svampita in favore di una più intellettuale: con l'aiuto di Xander, Cordelia ruba dalla biblioteca di Giles un amuleto bavarese capace di far memorizzare complessi incantesimi e con questo si mette a studiare quanti più volumi di cultura generale possibili. Il giorno della gara però Cordelia ha immagazzinato talmente tante nozioni da perdere il controllo di se stessa e costringere gli amici ad immobilizzarla e calmarla mentre Willow, da sola, riesce a far vincere il torneo alla sua scuola. Nel frattempo Selke spiega al dottor Flitter il suo piano per diventare padrona assoluta della città e diventare così abbastanza forte da eliminare Buffy.

### Blues dell'amor malato
- Testi: Andi Watson
- Disegni: Cliff Richards
- Inchiostro: Joe Pimentel
- Colori: Guy Major
- Copertina: Jeff Matsuda e Jon Sibal
- Prima pubblicazione USA: Buffy the Vampire Slayer #14 - Love Sick Blues (ottobre 1999)

Todd Dahal, anche lui comparso nel fumetto n°11 Un ragazzo di nome Sue, viene attaccato da un gruppo di vampiri e salvato dall'intervento di Buffy e Angel. Il ragazzo rimane nuovamente ossessionato dalla Cacciatrice corteggiandola continuamente fino a dichiararle il suo amore, ricevendo ogni volta un rifiuto. Lo scontro con i vampiri si è rivelato più ostico del previsto: Buffy e Angel non sono riusciti ad eliminarli, uscendone addirittura malconci. Si tratta dei primi esponenti della nuova razza di vampiri che Selke sta creando usando il sangue dei vampiri appena generati. Il piano per eliminare la Cacciatrice ideato dal dottor Flitter prevede anche l'utilizzo di una reliquia (un osso di cacciatrice venerato da una setta di vampiri chiamata Kien-Jus) ed una foto di Buffy: in questo modo Flitter può creare un clone della ragazza che Selke intende usare per il suo piano di conquista di Sunnydale. Tuttavia l'esperimento fallisce e i super-vampiri tornano all'attacco di Buffy. La Cacciatrice, aiutata da Angel, riesce questa volta ad eliminarli ma non può impedire che Todd, tornato nuovamente alla carica e rifiutatosi di andarsene, venga preso e ucciso dai vampiri.
Tutto questo avviene sotto lo sguardo attento di Spike e Drusilla, tornati a Sunnydale e nuovamente intenzionati a conquistarla.
- Anacronicità: la presenza di Spike e Drusilla di nuovo insieme a Sunnydale durante la terza stagione è un concetto in totale contrasto con la narrazione ufficiale del telefilm. Spike, comparso solo nell'episodio Il sentiero degli amanti (3x08) non riuscirà mai più a riconquistare la compagna vampira. Drusilla, dal canto suo, farà ritorno a Sunnydale soltanto nella quinta stagione, nell'episodio Cotta (5x14).

### Perdere la rotta
- Testi: Andi Watson
- Disegni: Cliff Richards
- Inchiostro: Joe Pimentel
- Colori: Guy Mayor
- Copertina: Jeff Matsuda e Jon Sibal
- Prima pubblicazione USA: Buffy the Vampire Slayer #15 - Lost Highway (novembre 1999)

La nuova generazione di vampiri è più forte e resistente e per questo viene cacciata anche dalle bande di vampiri vecchio tipo che vogliono nutrirsi del loro sangue. Questa faida viene scoperta da Angel che esce con Giles ad indagare. Buffy non si unisce a loro perché vorrebbe andare ad un concerto, tuttavia la madre la mette al corrente del suo ritardo e la Cacciatrice non esita a servirsi della macchina di Joyce. Durante il tragitto però, Buffy investe una ragazza e danneggia la macchina. Presa dai rimorsi, non può sapere che si tratta di uno dei nuovi vampiri che stava fuggendo dall'attacco dei vecchi. Sarà la stessa vampira a cercare Buffy per vendicarsi e a perire nel confronto con la Cacciatrice. Nel frattempo, il dottor Flitter continua i suoi esperimenti per creare una nuova Cacciatrice oscura: un secondo tentativo genera un individuo dai lineamenti del viso però mostruosi (e viene gettato nelle fogne). Finalmente, al terzo tentativo, esce una copia perfetta di Buffy. Selke è ora pronta a prendersi la sua vendetta.